# Kaleidoscope (Album)
Kaleidoscope ist das Debütalbum der US-amerikanischen R&B-Sängerin Natasha Hamilton.
Tash’ Debütalbum kam 1999 in den USA auf den Markt. Jedoch konnte sich Kaleidoscope nur 290.000-mal verkaufen. Einzig die Singleauskopplung Caught out There konnte mit Platz 54 in den Billboard-Charts einen Erfolg verzeichnen.
In Europa gelang Tash mit dem von den Neptunes produzierten Album der große Durchbruch. In England erreichten die Singles Caught out There und Good Stuff die Top 20 der Charts und das Album Goldstatus. In Deutschland wurde Kaleidoscope am 24. Januar 2000 veröffentlicht und erreichte Platz 73 der Albumcharts.

## Auswirkungen
Obwohl das Album in den Vereinigten Staaten kommerziell floppte, stellt es den Durchbruch für die Produzenten The Neptunes dar. Durch ihre damals neuartige Mischung von R&B- und Hip-Hop-Elementen wurde sie auch für andere Künstler wie Britney Spears und Nelly interessant.

## Titelliste
1. Intro – 1:55
2. Good Stuff (feat. Terrar) – 3:52
3. Caught out There – 4:51
4. Get Along with You – 4:27
5. Mafia (featuring Markita) – 4:18
6. Game Show – 5:04
7. Suspended – 4:53
8. Mars – 5:15
9. Ghetto Children (featuring Marc Dorsey, Pharrell Williams & Shae Haley) – 4:48
10. I Want Your Love – 4:14
11. No Turning Back – 4:10
12. Roller Rink (feat. Pharrell Williams) – 4:58
13. In the Morning – 4:20
14. Wouldn’t You Agree (feat. Justin Vince) – 4:32